# Gerbillus occiduus
Gerbillus occiduus је врста глодара из породице мишева.

## Распрострањење
Ареал врсте је ограничен на једну државу. Мароко је једино познато природно станиште врсте.

## Угроженост
Подаци о распрострањености ове врсте су недовољни.